# Yanmenpas

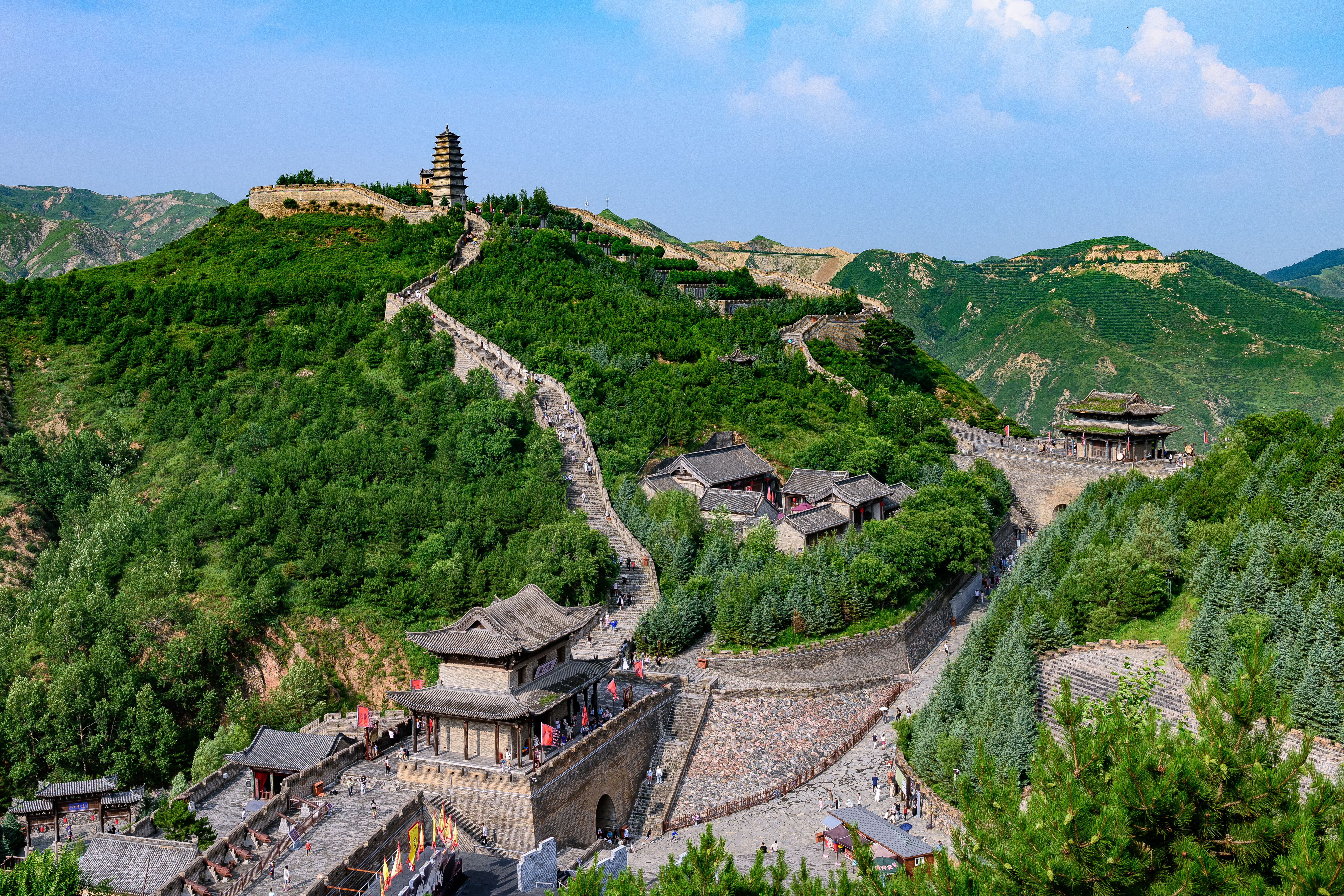
Yanmenpas (2025)

De Yanmenpas, ook wel bekend als Yanmenguan of Xixingguan, is een kilometer lange bergpas langs de Chinese Muur in Xinzhou in de Chinese provincie Shanxi. De muur langs de Yanmenpas is zo'n vier of zes meter hoog. Het verdedigingswerk omvat drie poortgebouwen.